# Achéns
Achéns (sing. achém) ou achineses (sing. achinês) são é um grupo étnico austronésio que habita Achém, Indonésia, na ponta mais setentrional da ilha de Sumatra. A área tem uma história de luta política contra os holandeses . A grande maioria do povo de Aceh é muçulmana. O povo de Aceh também é conhecido por outros nomes como Lam Muri, Lambri, Akhir, Achin, Asji, A-tse e Atse. Sua língua, acehês, pertence ao grupo malaio-polinésio da família de línguas austronésias.
Os Acehneses já foram hindus, como é evidente em suas tradições e nas muitas palavras em sânscrito em sua língua. Eles são muçulmanos há vários séculos e geralmente são considerados o grupo étnico muçulmano mais conservador da Indonésia com a implementação da lei Sharia em sua província natal de Aceh. O número estimado de achéns é estimado em 4,2 milhões de pessoas
Tradicionalmente, houve muitos agricultores, metalúrgicos e tecelões de Aceh. Tradicionalmente matrilocal, sua organização social é comunal. Eles vivem em kampungs, que se combinam para formar distritos conhecidos como mukims. A era de ouro da cultura de Aceh começou no século 16, juntamente com a ascensão do sultanato islâmico de Achém e, mais tarde, atingindo seu auge no século 17. Geralmente, os achéns são vistos como adeptos estritos da fé islâmica e também como combatentes militantes contra a conquista colonial dos Império Português e Império Holandês.